# Вратило
Вратило је ротирајући машински елемент, обично кружног облика у попречном пресеку, који се користи за пренос снаге са једног дела на други, или од машине која производи снагу до машине која апсорбује снагу. На њему се монтирају различити машински елементи, као што су чекрк или зупчаници.

## Класификација
Вратила се углавном деле у две врсте:
- чврста:
  - права (равна и степенаста),
  - коленаста (проста и сложена).
- савитљива:
  - зглавкаста,
  - гипка.[2]

## Величине

### Машинска вратила
- Од 0,5 mm до 25 mm корака.

### Преносива вратила
- Од 25  до 60 mm са корацима од 5 mm.
- Од 60  до 110 mm са корацима од 10 mm.
- Од 110 mm до 140 mm са корацима од 15 mm.
- Од 140 mm до 500 mm са корацима од 20 mm.

Стандардне дужине ових вратила су 5 m, 6 m и 7 m.